# Nine Tomorrows
Nine Tomorrows è un'antologia di nove racconti fantascientifici del 1959, dello scrittore statunitense Isaac Asimov. Il libro non è mai arrivato in Italia, ma le storie in esso contenute sono state pubblicate in volumi diversi.

## Elenco dei racconti
Il primo e l'ultimo racconto sono due poesie/filastrocche che non hanno nulla a che fare con la fantascienza.
| Titolo Originale              | Anno | Titolo Italiano        | Antologia                                  |
| ----------------------------- | ---- | ---------------------- | ------------------------------------------ |
| I Just Make Them Up, See!     | 1958 | Quanto sono geniale    | Tutti i racconti. Volume primo             |
| Profession                    | 1957 | La professione         | La Terra è abbastanza grande               |
| The Feeling of Power          | 1958 | Nove volte sette       | Le migliori opere di fantascienza          |
| The Dying Night               | 1956 | La notte morente       | Misteri. I racconti gialli di Isaac Asimov |
| I'm in Marsport Without Hilda | 1957 | A Marsport senza Hilda | Misteri. I racconti gialli di Isaac Asimov |
| The Gentle Vultures           | 1957 | I nobili avvoltoi      | Dodici volte domani                        |
| All the Troubles of the World | 1958 | Tutti i guai del mondo | Le migliori opere di fantascienza          |
| Spell My Name with an S       | 1958 | S, come Zebatinsky     | Sogni di robot                             |
| The Last Question             | 1956 | L'ultima domanda       | Il meglio di Asimov                        |
| The Ugly Little Boy           | 1958 | L'ultimo nato          | Sogni di robot                             |
| Rejection Slips               | 1959 | Lettere di rifiuto     | Tutti i racconti. Volume primo             |